# 沈同
沈同（1911年—1992年），原名沈子异，男，江苏吴县人，中国生物化学与分子生物学家，北京大学教授，曾任中国生物化学会常务理事。

## 家庭
父亲沈叔明。